# Jan XIX. Arnošt z Plattenštejna
Jan XIX. Arnošt (Platejs) z Plattenštejna († 21. srpna 1637) byl katolický kněz, a probošt, v letech 1636–1637 zvolený biskup olomoucký.

## Život
V roce 1601 se stal kanovníkem v Olomouci, posléze studoval na Germanicu v Římě. Roku 1608 byl vysvěcen na kněze. V roce 1617 byl proboštem olomouckých augustiniánů a poté, co České stavovské povstání zasáhlo Moravu, byl spolu s dalšími kanovníky uvězněn. V roce 1629 se stal proboštem olomoucké kapituly, roku 1630 se jednalo o jeho jmenování biskupem českobudějovickým, ale z vytvoření biskupství v té době sešlo.

### Volba olomouckým biskupem
Po smrti Františka kardinála z Ditrichštejna jej 12. listopadu 1636 olomoucká kapitula zvolila biskupem. Kapitula se tehdy postavila proti požadavku vídeňského dvora, aby byl biskupem zvolen arcivévoda Leopold Vilém, čímž císaře velmi rozhněvala. Ferdinand II. dokonce odmítl přijmout kanovníky, kteří byli vysláni ke dvoru do Řezna oznámit oficiálně výsledek volby. Dvůr se rozhodl kapitule svého kandidáta vnutit a zabránil potvrzení volby v Římě. K jednání do Říma byl vyslán kardinál Harrach, než však bylo dosaženo výsledku, olomoucký elekt Jan Arnošt Platejs zemřel.